# Gamelab
Gamelab es una feria profesional de videojuegos y entretenimiento interactivo creada en España. Fundada en 2004 por el profesor de la Universidad de Oviedo Iván Fernández Lobo, Gamelab se situó desde su origen como un punto de referencia para empresas y profesionales del sector del videojuego. 
Durante tres días, Gamelab ofrece al público un programa de conferencias, mesas redondas, talleres y actividades de networking con los principales interlocutores del sector en España y figuras internacionales de primer orden. Leyendas del sector, como el pionero de los mundos virtuales, Richard Bartle o el creador de la saga Tomb Raider, Ian Livingston, acompañan cada año a empresarios y creadores nacionales que debaten sobre las últimas tendencias y novedades del sector.
Junto a ellos, intelectuales, periodistas y destacados creadores de otras áreas de la Cultura, debaten sobre el fenómeno del videojuego en un tono más divulgativo. Santiago segura, Vicente Verdú, Nacho Vigalondo o Juan José Millás, entre otros, han amenizado a los asistentes compartiendo su visión sobre el mundo del videojuego.   
Desde 2008, además, Gamelab otorga los Premios Nacionales a la Industria del Videojuego. El galardón en forma de "pulga", en honor al primer videojuego creado en España por los extremeños Paco Suárez y Paco Portalo.
Gamelab, que en 2009 fue inaugurada por la ministra de Cultura, Ángeles González-Sinde, cuenta desde entonces con el apoyo de este Ministerio y del Instituto de Comercio Exterior.
En 2014, Gamelab contó como estrella invitada con el genial creador americano Tim Schafer, una de las figuras principales del legendario estudio LucasArts (Monkey Island, Day of the Tentacle) y fundador de Double Fine (Brutal Legend, Grim Fandago, Broken Age).
En el año 2020, y debido al coronavirus, Gamelab Barcelona confirmó su celebración del 22 al 25 de junio de 2020 con un formato digital. 

## Otras actividades
Al margen de la celebración de la feria, la organización de Gamelab trabaja durante todo el año en la difusión del fenómeno y la industria del videojuego en España. Parte activa en el proceso de reconocimiento del sector como industria cultural por el Congreso de los Diputados, Gamelab ha promovido acciones como la candidatura de Shigeru Miyamoto al Premio Príncipe de Asturias de Comunicación y Humanidades o la creación de la Academia Española de las Artes y las Ciencias Interactivas.